# Wojciech Miecznikowski
Wojciech Miecznikowski (ur. 1950) – polski architekt

## Życiorys
W 1974 roku ukończył studia na Wydziale Architektury Politechniki Krakowskiej. Od 1975 roku pracował jako asystent Instytucie Urbanistyki i Planowania Przestrzennego Politechniki Krakowskiej. W latach 1987–1991 pracował jako visiting professor w School of Architecture and Planning na Uniwersytecie Tennessee w Knoxville w USA. W 1991 roku wrócił do Polski. Do 1994 roku pracował nadal na Politechnice równocześnie pracując w firmie DDJM (od 2018 roku BE DDJM).

## Wybrane projekty
- 1974 Biblioteka Narodowa Al-Asada w Damaszku wspólnie z: Janem Jackiem Meissnerem, Małgorzatą Mazurkiewicz, Markiem Dunikowskim[4].
- 2012 Europejskie Centrum Muzyki Krzysztofa Pendereckiego w Lusławicach wspólnie z Jarosławem Kutniowskim oraz Markiem Dunikowskim. Projekt nagrodzony Nagrodą Stowarzyszenia Architektów Polskich za najlepszy obiekt architektoniczny wzniesiony ze środków publicznych pod honorowym patronatem Prezydenta Rzeczypospolitej Polskiej za rok 2012[5].
- 2015 Projekt przebudowy Szkieletora razem z Markiem Dunikowskim jako architektem prowadzącym i Jarosławem Kutnowskim (budynku przy Rondzie Mogilskim w Krakowie) – Unity Tower[6][7][8].